# 마산구암고등학교
마산구암고등학교(馬山龜岩高等學校)는 대한민국 경상남도 창원시 마산회원구 구암동에 있는 공립 고등학교이다.

## 학교 연혁
- 1997년 10월 8일 : 마산구암고등학교 설립 인가(30학급)
- 1998년 3월 4일 : 개교(1학년 10학급 남 260명, 여 265명 계 525명)
- 2018년 12월 18일 : 2019 고교학점제 연구학교 지정
- 2020년 2월 20일 : 선진형 교과교실제 환경구축 준공
- 2020년 4월 1일 : 2020학년도 수업혁신 전문적학습공동체 특수분야 직무연수기관 지정 승인
- 2022년 3월 1일 : 제12대 김지연 교장 취임
- 2022년 12월 28일 : 제23회 졸업식(졸업생 146명, 총 졸업생수 7,207명)
- 2023년 3월 2일 : 제26회 입학식(남 84명, 여 78명 계 162명)

## 참고 자료
- 마산구암고등학교 - 한국교육학술정보원 학교알리미